# John Pinette
John Paul Pinette (n. 23 martie 1964, Boston, Massachusetts, SUA – d. 5 aprilie 2014, Pittsburgh, Pennsylvania, SUA) a fost un comic și actor american. A organizat spectacole în cluburi de comedie începând cu anii 1980 și a apărut atât în lungmetraje, cât și în producții de televiziune.

## Biografie
Pinette s-a născut în Boston, Massachusetts pe 23 martie 1964, fiul lui Robert Pinette Sr. și al lui Louise Pitre (născută Petrie). Mama sa era de origine acadiană⁠(d), iar ambii părinți erau originari din provincia canadiană New Brunswick. A absolvit Liceul catolic Malden⁠(d) în 1982.
Și-a încheiat studiile universitare la Universitatea din Massachusetts Lowell⁠(d) în 1986 cu o diplomă în contabilitate.

## Cariera
A lucrat timp de șase luni în contabilitate, dar a fost sfătuit de prietenii săi să urmeze o carieră în comedie.
A susținut spectacole de deschidere pentru Frank Sinatra și era adesea invitat în emisiunile The Tonight Show⁠(d) și The View.
Pinette a apărut în filmele Duets⁠(d), Simon Sez⁠(d), The Last Godfather⁠(d), Dear God⁠(d) și Gravidul. L-a interpretat pe Bumpo în Justițiarul⁠(d) (2004), cu Thomas Jane și John Travolta în rolurile principale.
În 1991, a fost arbitru în serialul The Grudge Match. De asemenea, a apărut în Parker Lewis Can't Lose⁠(d) și în episodul final⁠(d) al sitcomului Seinfeld.
A primit premiul „Comicul anului” din partea American Comedy Awards⁠(d) în 1999 și a fost nominalizat la Premiul Gemini⁠(d) pentru spectacolul televizat susținut în cadrul Festivalului de comedie Just for Laughs⁠(d) din Montreal în 2000. La momentul morții sale, încă deținea recordul pentru cel mai bine vândut show independent din istoria festivalului.
În 2004, acesta s-a alăturat distribuției piesei de teatru muzical Hairspray⁠(d) în rolul personajului Edna Turnblad. Mai târziu, a apărut în aceeași producție pe Broadway în 2005 și a continuat să interpreteze rolul până în 28 mai 2006.
În 2004, spectacolul său de comedie a fost prezentat în serialul animat Shorties Watchin' Shorties⁠(d) de la Comedy Central. În 2007, Pinette a susținut un show la cea de-a 42-a ediție a teledonului The Jerry Lewis MDA Telethon⁠(d). A apărut în cadrul Festivalului de comedie din Edinburgh⁠(d) din Scoția în 2008. În cadrul unui turneu inițiat în aprilie 2010, acesta a înregistrat o emisiune specială pentru Comedy Central intitulată John Pinette: Still Hungry la Teatrul Vic⁠(d) din Chicago. Emisiunea a fost difuzată în premieră pe 29 iulie 2011.
În 2012, Pinette a fost unul dintre comicii prezenți în spectacolul Comedy Salute to the Troops al lui Ron White.
A fost gazda serialului de televiziune All You Can Eat. Acesta a debutat pe rețeaua History 2 din Statele Unite la sfârșitul lunii iunie 2013.

## Moartea
Pinette a murit pe 5 aprilie 2014 în Pittsburgh, Pennsylvania la vârsta de 50 de ani. Medicul său personal a declarat că acesta a murit de embolie pulmonară.
Înmormântarea a avut loc în apropierea casei sale din Springfield, Pennsylvania⁠(d).

## Discografie
- Show Me the Buffet⁠(d) (CD, 1998)
- I Say Nay Nay (DVD, 2005)
- I'm Starvin'! (DVD, 2006)
- Making Lite of⁠(d) Myself (CD, 2007)
- Still Hungry (DVD/CD, 2011)

## Filmografie
- ALF - Howie Anderson în sezonul 4, episodul14, "Make 'em Laugh" (1990)
- The Grudge Match (1991) - arbitru
- Vinnie & Bobby (1992) - William 'Bill' Melvin Belli
- Revenge of the Nerds III: The Next Generation (1992) - Trevor Gulf
- Parker Lewis Can't Lose (1993) - antrenorul Hank Kohler
- Reckless Kelly (1993) -  Sam Delance
- Junior (1994) - vânzătorul
- Revenge of the Nerds IV: Nerds in Love (1994) - Trevor Gulf
- Hart to Hart: Secrets of the Hart (1995)
- High Tide (1995) - Bob-O DiBella
- Dear God (1996) - Junior
- Seinfeld (1998) - Howie în episodul "The Finale"
- Dr. Katz, Professional Therapist (1998) - John
- Simon Sez (1999) - Micro
- Duets (2000) - ultimul cântăreț
- My 5 Wives (2000) -  Stewart
- Do It for Uncle Manny (2002) -  Sammy Levine
- Hairspray (2004-2006) -  Edna Turnblad
- Piece a' Cake (2003) -  Sammy
- The Punisher (2004) -  Bumpo
- The Last Godfather (2010 film) -  Macho
- All You Can Eat (2013; serial de televiziune) - gazda